# Station Cikarang
Cikarang is een spoorwegstation in Bekasi, West-Java, Indonesië.

## Bestemmingen
- Patas Purwakarta: naar Station Purwakarta en Station Jakarta Kota